# Antoine Fouquier d'Hérouel
Jean-Baptiste Éloi Antoine Fouquier d'Hérouel est un homme politique français né le 30 mars 1784 à Hérouël (Aisne) et mort le 17 juin 1852 à Foreste (Aisne).

## Famille
La famille Fouquier d'Hérouël est une famille anciennement connue  originaire des environs de  Saint-Quentin, en Picardie. Au XVIIIe siècle, Eloy Fouquier de Tinville, cultivateur,  propriétaire des fiefs de Tinville, Hérouël et Foreste, était officier du roi et  bourgeois de Péronne. Il est l'ancêtre des branches d'Hérouël et de Tinville. La branche de Tinville a donné naissance à l'accusateur public Antoine Fouquier-Tinville.

## Biographie
Il est le fils de Pierre-Éloi Fouquier d'Hérouël, député aux États généraux de 1789.
Il fit ses études au collège de Saint-Quentin et les compléta à l’école centrale de Soissons. Des soucis de santé l'obligèrent à interrompre ses études.
En 1815, à la Restauration, il entre dans la maison militaire de Louis XVIII, et reste dans l'armée jusqu'en 1824. Cette année-là, il épouse mademoiselle Demarolle, une de ses parentes, et va de nouveau se fixer dans la terre d'Hérouel, pour la faire fructifier ; il y fonde  une sucrerie.
Conseiller général en 1833, il est député de l'Aisne de 1849 à 1851, siégeant à la droite conservatrice.
Rallié au Second Empire, il est nommé sénateur en 1852, mais meurt quelques mois plus tard.

## Sources
- « Antoine Fouquier d'Hérouel », dans Adolphe Robert et Gaston Cougny, Dictionnaire des parlementaires français, Edgar Bourloton, 1889-1891 [détail de l’édition]
- M. Gareau, Notice historique sur Fouquier d'Hérouel, dans les Mémoires d'agriculture, d'économie rurale et domestique publiés par la Société impériale et centrale d'Agriculture, année 1855, première partie, Paris : Veuve Bouchard-Huzard, 1856, p.180-189 .